# Valentin Heerbrand
Valentin Heerbrand (* 27. Oktober 1611 in Zeithain; † 18. Juli 1674 in Dresden) war ein sächsischer lutherischer Pfarrer.

## Leben
Er studierte in Jena und Wittenberg. Von 1633 bis 1637 war er Prediger in Canitz bei Oschatz. Als seine Pfarrkinder vor dem Krieg nach Dresden flohen, begleitete er sie und ging dann mit ihnen wieder nach Canitz. 1638 wurde er Prediger in Gantzig und Lonnewitz bei Oschatz, heiratete Susanne Hillmeyer (keine Kinder), 1640 kam er als 3. Hofprediger nach Dresden, 1659 wurde er mittlerer (d. h. 2.) Hofprediger.